# Dujo
El pueblo Dujo, también llamado Tama dujo y Tamas del Caguán, es un pueblo indígena que habita  Colombia.

## Población
Esta población está localizada en el predio conocido como El Trapichito, un territorio recuperado a finales de 1985. Habitan en el resguardo denominado Tamas del Caguán. Cuentan con una población estimada de 98 personas, distribuidos en una extensión de 954 hectáreas. El pueblo Dujo no conserva su lengua.

## Historia
La historia de este grupo se ha caracterizado por una constante lucha en pro de la conservación de su territorio. Los dujo, en cuyos dominios se estableció la ciudad de Neiva, iniciaron el siglo XVII las demandas para recuperar las tierras que conformaban su resguardo. Tras las guerras de independencia y la disolución de los resguardos, algunos indígenas se refugiaron en las montañas.

## Cultura
Este pueblo está desarrollando un proceso de recuperación de algunas de sus tradiciones, pues sus características culturales se asemejan a la población campesina de la región; esto se ve reflejado en el tipo de vivienda y en su organización social basada en la familia nuclear. La máxima autoridad de su sistema político es el cabildo.

## Organización
La base de la organización social está centrada en la familia nuclear cuyos lazos de parentesco son de gran relevancia dentro de la comunidad. En cuanto a la organización política, a pesar de la fuerte influencia que ejercen los sistemas occidentales de organización, la máxima autoridad recae en el cabildo.

## Subsistencia
La subsistencia del pueblo dujo se basa en la agricultura minifundista con cultivos de maíz, plátano, yuca y algunas plantas frutales. La dieta se complementa con la cría de especies menores.